# ريتشارد وليامز (لاعب كرة قدم بريطاني)
ريتشارد وليامز (بالإنجليزية: Richard Williams)‏ هو لاعب كرة قدم بريطاني (وحمل سابقاً جنسية المملكة المتحدة لبريطانيا العظمى وأيرلندا) في مركز حراسة المرمى، ولد في 1869 في تشيسترفيلد في المملكة المتحدة. لعب مع نادي إيفرتون ونادي لوتون تاون.

## وصلات خارجية
- ريتشارد وليامز على موقع قاعدة بيانات كرة القدم.إي يو (الإنجليزية)